# Roodkoptinamoe
De roodkoptinamoe (Nothocercus julius) is een vogel uit de familie tinamoes (Tinamidae). De wetenschappelijke naam van de soort is voor het eerst geldig gepubliceerd in 1854 door Bonaparte. De soort is genoemd naar Jules Verreaux.

## Beschrijving
De roodkoptinamoe is overwegend bruin met zwarte strepen, de kop is kastanjebruin en de keel wit. De vogel wordt ongeveer 38 cm groot.

## Voedsel
De roodkoptinamoe eet vooral vruchten van de grond of van lage struiken, maar ook bloemen, zaden, bladeren, wortels en ongewervelden.

## Voortplanting
Het mannetje paart met ongeveer 4 vrouwtjes, die de eieren in een nest in het dichte struikgewas leggen. Daarna broedt het mannetje de eieren uit en voedt de jongen op. Na 2-3 weken zijn de jongen volwassen.

## Voorkomen
De soort komt voor in centraal Colombia en van westelijk Venezuela tot het zuiden van centraal Peru.

## Beschermingsstatus
Op de Rode Lijst van de IUCN heeft de soort de status niet bedreigd.